# Freilingen
Freilingen é um município da Alemanha localizado no distrito de Westerwaldkreis, estado da Renânia-Palatinado.
Pertence ao Verbandsgemeinde de Selters.

## Geografia
Freilingen fica a 7 km de Selters (Renânia-Palatinado) no lago Westerwald Planalto, um feriado popular e área de recreação. A localidade oferece muitas caminhadas e trilhas de bicicleta. O Weiher Freilinger (lago), o chamado Postweiher, está aberto para banhos no verão.

## História
Em 1034, Freilingen teve sua primeira menção documental como Vriligoim. Em 1972, no âmbito da reestruturação municipal, o Verbandsgemeinde de Selters foi fundada.

## Politica
O conselho é composto de 12 membros do Conselho, bem como os honorários e presidir o prefeito (Ortsbürgermeisterin), que foram eleitos em uma votação por maioria em uma eleição municipal em 13 de junho de 2004.

## Economia e infraestrutura
A comunidade situa-se na liderança Bundesstraße 8 de Limburg an der Lahn de Siegburg. O mais próximo é o intercâmbio Autobahn Mogendorf na A 3 (Colónia, Frankfurt). A paragem mais próxima InterCityExpress é a estação ferroviária de Montabaur no Colónia, linha ferroviária de alta velocidade de Frankfurt. 